# 八王子市立由木中学校

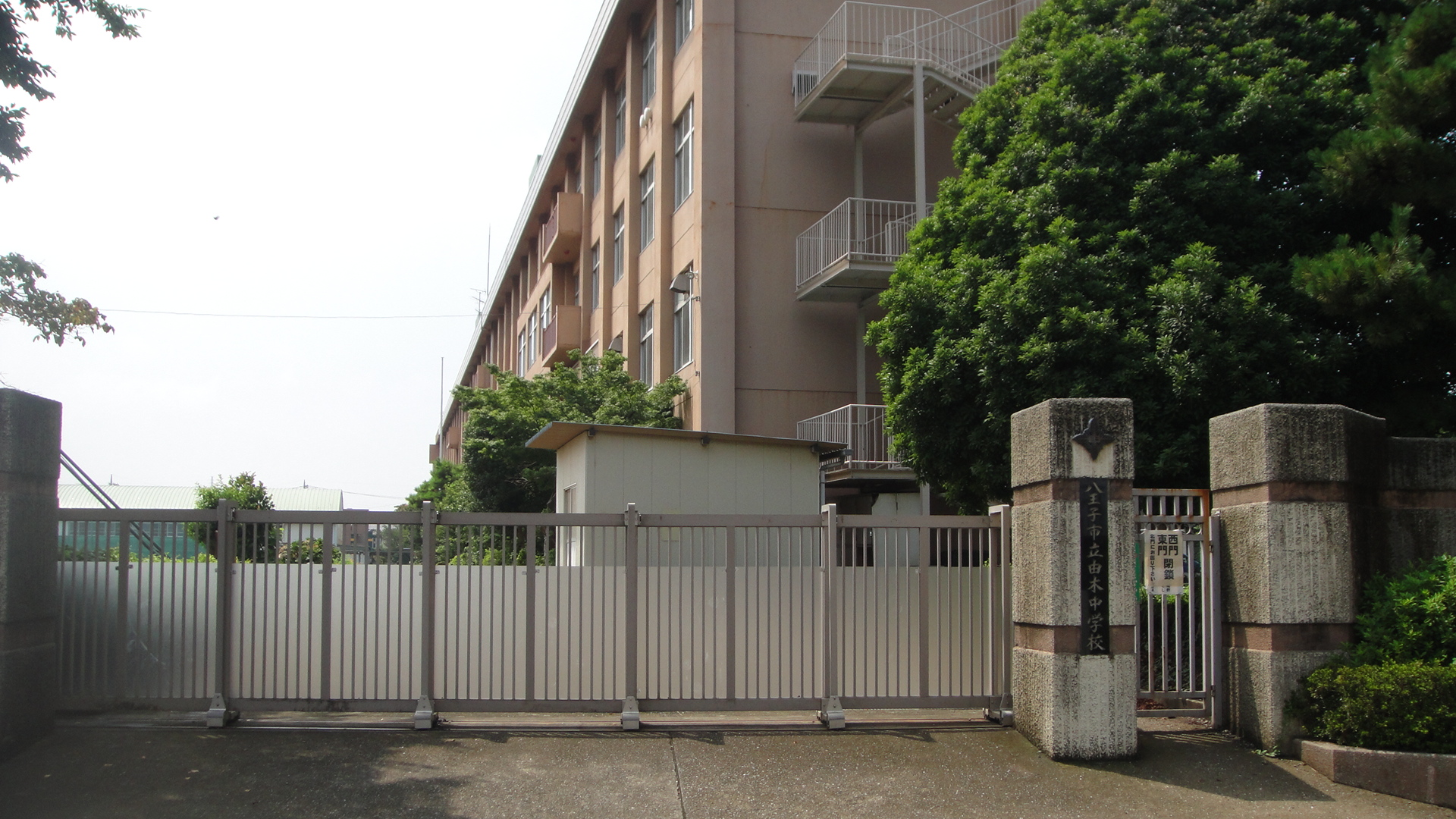
東門

八王子市立由木中学校（はちおうじしりつ ゆぎちゅうがっこう）は、東京都八王子市下柚木二丁目にある公立中学校。

## 学校教育目標
- 豊かな心をもち、優しく強い人
- 心身の健康に努め、夢と志を抱く人
- 向上心と主体性に富　み、共に学ぶ人

## 沿革
- 1947年（昭和22年）4月20日 - 南多摩郡由木村立由木中学校として開校
- 1952年（昭和27年）1月24日 - 由木村立由木中央小学校と校舎交換
- 1956年（昭和31年）
  - 5月19日 - 校旗制定
  - 12月14日 - 校歌制定
- 1964年（昭和39年）8月1日 - 市町村合併により現校名に改称
- 1976年（昭和51年）
  - 3月29日 - 現在地に移転
  - 5月21日 - 新校舎落成記念式典挙行
- 1978年（昭和53年）5月29日 - 体育館落成記念式典挙行
- 2005年（平成17年）4月1日 - 制服変更
- 2023年（令和5年）5月　体育祭が開催
- 学校内

## 部活動

### 体育系
- 陸上競技
- バスケットボール（男・女）
- バレーボール（女子）（都大会出場）
- 卓球
- 野球 (都大会出場）
- サッカー (都大会出場）
- ソフトテニス（男女)
- バドミントン

### 文化系
- 吹奏楽
- ボランティア　（2024年で廃部）
- 創作
- 理科　（2024年で廃部）
- 美術
- 演劇

## アクセス
- 京王電鉄相模原線南大沢駅より徒歩20分
- 京王電鉄相模原線京王堀之内駅より徒歩20分
- 南大沢駅・京王堀之内駅・JR八王子駅よりバスで「由木折り返し場バス停」・「富士見橋バス停」または「由木中央小学校バス停」下車、徒歩3分